# Rocky Road
Rocky Road — мороженое, покрытое шоколадом. Хотя существуют вариации от оригинального вкуса, десерт традиционно состоит из шоколадного мороженого, орехов и целого или нарезанного кубиками зефира.

## История
По некоторым данным, вкус Rocky Road был создан в марте 1929 года Уильямом Дрейером в Окленде, штат Калифорния, когда он разрезал грецкие орехи и зефир швейными ножницами своей жены и добавил их в шоколадное мороженое таким образом, что это отражало то, как шоколадные конфеты его партнёра Джозефа Эди включали грецкие орехи и кусочки зефира. Позже грецкие орехи были заменены кусочками поджаренного миндаля. После Биржевого краха 1929 года Дрейер и Эди дали аромату его нынешнее название, «чтобы дать людям повод для улыбки в разгар Великой депрессии». Кроме того, сеть ресторанов Fentons Creamery в Окленде утверждает, что Уильям Дрейер основал свой рецепт на вкусе мороженого в стиле Rocky Road, изобретённом его другом, Джорджем Фарреном из Fentons, который смешал свой собственный шоколадный батончик в стиле Rocky Road с мороженым; однако Дрейер заменил грецкие орехи миндалём.
В оригинальном мороженом Rocky Road использовалось шоколадное мороженое без шоколадной крошки. При смешивании многочисленных ингредиентов, таких как шоколадное мороженое, орехи и зефир, аромат Rocky Road являлся одним из первых типов со смешанными вместе ингредиентами. Этот стиль был разработан ведущим инженером-химиком и молочным шеф-поваром Dreyer Ноа Холладеем и оказался сложным в производстве из-за природы замораживания и хранения различных смешанных ингредиентов. В течение многих лет после появления ароматизатора многие компании пытались имитировать или смешивать другие ингредиенты, такие как различные орехи, фрукты и начинки, но оригинальное сочетание оказалось самым популярным.
Некоторые вариации содержат «зефирное завихрение» (marshmallow swirl).